# Asima Chatterjee
Asima Chatterjee (en bengalí: অসীমা চট্টোপাধ্যায়; Asima Mookerjee de nom de soltera, Calcuta, 23 de setembre de 1917 - 22 de novembre de 2006) va ser una botànica i química índia notable pels seus treballs d'investigació en els camps de la química orgànica i la fitoquímica. La majoria de la seva obra notable versa sobre els alcaloides de la vinca i el desenvolupament de fàrmacs antiepilèptics i antipalúdics. Va ser també autora d'un considerable volum de textos sobre plantes medicinals del subcontinent indi.

## Biografia
Asima Chatterjee va néixer el 1917 a Bengala. Va ser una estudiant excel·lent, va créixer a Calcuta, assistint al sistema educatiu local, i posteriorment es va matricular a l'Scottish Church College de la Universitat de Calcuta, graduant-se cum laude en química el 1936.
El 1938, va obtenir la màster en química orgànica per la mateixa universitat, completant el doctorat el 1944. La seva tesi es va centrar en la química dels fitoproductes i en química orgànica sintètica. Va tenir de professors a Prafulla Chandra Roy i Satyendra Nath Bose. A més, també es fa formar a la Universitat de Wisconsin i a l'Institut Tecnològic de Califòrnia.
Els seus estudis, centrats al voltant de la química de productes naturals, van tenir com a resultat l'obtenció d'anticonvulsius i fàrmacs de quimioteràpia. El 1940, va ser la fundadora i primera directora del Departament de Química de la Universitat de Calcuta, essent-ne professora de química pura fins al 1982. Va ser membre de la Rajya Sabha des de febrer de 1982 fins a maig de 1990.

## Publicacions
- The Shaping of Indian Science, Indian Science Congress Association, Presidential Addresses By Indian Science Congress Association. Va publicar Orient Black Swan, 2003 ISBN 978-81-7371-433-7

- «Some Alumni of Scottish Church College», A 175th Year Commemoration Volume Scottish Church College, 2008.